# ダイクロイックミラー

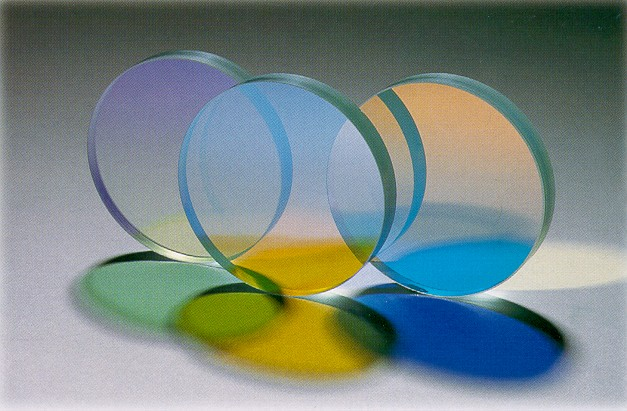
ダイクロイックミラー板

ダイクロイックプリズム

ダイクロイックミラー（英語: dichroic mirror）とは、特殊な光学素材を用いて作成された鏡の一種で、特定の波長の光を反射し、その他の波長の光を透過するものを指す。近紫外線から近赤外線領域を対象とするものが存在する。
多層光学機能反射鏡や二色鏡とも訳される。誘電体コーティングを用いていることを強調する場合には、誘電体鏡、誘電体多層膜鏡などと呼ばれることがある
。なお、プリズムを用いているものはダイクロイックプリズムと呼ばれる。

## 概要
特定の波長は反射させ、それ以外の波長を透過させる特性は、誘電体の多層膜などの薄膜を鏡面に形成させることで得ている。吸収を利用していないため、光学フィルターよりも耐久性に優れる。
液晶プロジェクターやカムコーダ・カラーファックスやカラーテレビ等での色分解や、照明で演色性を得られるため、蛍光顕微鏡の照明などに用いられる。
光学電子機器では、RGB信号を得るための前処理や光情報の純度を高める目的で用いられる。
本ミラーを用いれば、赤外線領域の波長を反射させ、照射対象を熱くさせない光源の作製が可能である。この性質を利用して舞台照明、生鮮食品の照明などに用いられる。反射した赤外線は光源の加熱に寄与するため、発光効率が向上するという効果もある。いわゆる白熱電球のうち、リフレクターがオパール状の色をしているものがこれである。太陽熱温水器への利用も考えられる。CN 102540310
落射型蛍光顕微鏡を用いた蛍光観察では励起光を照射し、観察対象の蛍光のみを透過させて取り出すことなどができる。

## 分光装置としての特性
通常のカラーフィルターを用いる場合に比べた場合、光の透過性が高く強い光を得やすい、色分離の精度が高い、耐久性が高く経年劣化を起こしにくいといった利点がある。レーザーに対して用いる場合、光線強度の許容量が高いため有利である。
反面、高価で小型化が困難といった欠点がある。